# 27955 Yasumasa
27955 Yasumasa este un asteroid din centura principală de asteroizi.

## Descriere
27955 Yasumasa este un asteroid din centura principală de asteroizi. A fost descoperit pe 24 august 1997 la Nanyo de Tomimaru Okuni. Asteroidul prezintă o orbită caracterizată de o semiaxă mare de 2,40 ua, o excentricitate de 0,21 și o înclinație de 6,9° în raport cu ecliptica.